# El Capcir
|  | Aquest article tracta sobre la muntanya del Berguedà. Vegeu-ne altres significats a «Capcir». |

El Capcir és una muntanya de 945 metres que es troba al municipi de la Nou de Berguedà, a la comarca catalana del Berguedà.